# Caapores
Os caapores (também chamados urubus, urubus-caapores, cambôs e ka’apor) são um povo indígena que vive no estado do Maranhão, no Brasil. O seu nome significa "povo da mata", através da junção dos termos tupis ka'a ("mata") e poro ("povo").

## História
Este povo surgiu distintamente no final do século XVII e início do século XVIII, provavelmente na região entre os rios Tocantins e Xingu. Os antepassados Ka'apor parecem ter fugido da expansão da sociedade luso-brasileira no sul do Pará, na exploração das chamadas “drogas do sertão”, tendo migrado para o leste, cortando o rio Tocantins. Migraram, em 1870, do Pará, através do Rio Gurupi, para o Maranhão.
A história documentada conta que eles se estabeleceram sucessivamente nas bacias do rio Acará (ca. 1810), rio Capim (ca. 1825), rio Guamá (1864), rio Piriá (1875) e rio Maracaçumé (1878).
No início do século XX,  ocorreram conflitos entre os Ka’apor e a população não-indígena nas proximidades dos rios Turiaçu e Gurupi, em razão da exploração de seringa, óleo de copaíba, madeira, assim como por fazendeiros e construtores das linhas telegráficas. Foram promovidos ataques às aldeias Ka’apor, assassinando indígenas e impedindo as ações ‘pacificadoras’ do SPI.
Em 1911, foi instalado pelo Serviço de Protecção aos Índios o Posto Felipe Camarão, com o objetivo de pacificar os então denominados ‘índios urubus’, termo depreciativo que era usado pelos não-indígenas para se referirem aos Ka’apor e que hoje é por eles rejeitado.
Em 1978, a Área Indígena Alto Turiaçu, consistindo em 5.301 km² de Floresta Amazônica alta, ocupada pelos povos Ka'apor, Awa-Guajá, Tembé, foi demarcada pela Fundação Nacional do Índio (Funai). A demarcação foi homologada pelo Decreto nº 88.002 em 1982.
A Terra Indígena Alto Turiaçu faz parte de um conjunto de terras indígenas contíguas, localizadas no vale do rio Gurupi (que faz a divisa entre o Pará e o Maranhão), sendo elas: a Terra Indígena Alto Rio Guamá (PA), território dos Tembé-Tenetehara; a Terra Indígena Awá (MA), onde habitam os Awa-Guajá; e a Terra Indígena Caru (MA), onde vive o povo Guajajara. Todos esses territórios, juntamente com a Reserva Biológica do Gurupi, são importantes pontos de preservação do bastante ameaçado bioma amazônico do Maranhão.

## Língua
A língua kaapor é uma língua da família Tupi-Guarani, não falada por nenhuma outra tribo ou povo, exceto como segunda língua. É mais ligada à língua oiampi, falada a uma distância de novecentos quilômetros, do outro lado do Rio Amazonas. Aparentemente, foi influenciada pela língua geral amazônica, pela língua oiampi e pelas línguas caribes setentrionais.
Possuem uma língua de sinais própria (a Língua de Sinais Kaapor Brasileira), usada tanto pela comunidade surda do povo, como também por seus membros não surdos na comunicação com os surdos. A existência dessa língua deve-se ao fato de os caapores terem uma taxa de surdez (um surdo para cada grupo de 75 não surdos) superior à média dos outros povos.

## População
A população, em 2010, era de 1.541 mil habitantes. A esperança média de vida dos Kaapor é de cerca de 45 anos no nascimento e de entre 55 e sessenta anos para aqueles que sobrevivem à infância.

## Mitologia

### Xamanismo
Alguns Kaapor afirmam que seus autênticos xamãs (pajés) morreram num dilúvio cósmico. Os xamãs Kaapor actuais invocam os "antepassados" e uma imensidão de divindades que eles acreditam ajudar os xamãs a prever o futuro, a restabelecer suprimentos de caça já esgotados e a curar enfermidades.
Na perspectiva xamanística Kaapor, os Ijar (donos/mestres) protegem determinados ecossistemas e impõem limites aos comportamentos ligados à caça (ke'kar), à pescaria (hiky) e à coleta (matyr) de produtos vegetais da floresta, sendo donos-mestres dos animais, plantas, árvores e criadores/defensores de certos espaços da floresta. Muitos dos animais (uns mais qualificados que outros) seriam pajés e todos teriam seus respectivos donos (ijar).
Na cosmologia Kaapor, há a figura dos tupiwar, que são animais-pajé, plantas-pajé e arvores-pajé (como a árvore Myrá) que frequentam os circuitos xamanísticos e são vistos como auxiliadores, respondendo ao apelo musical do pajés. Por meio dos ritos musicais, os tupiwar trilham os caminhos de mediação, que levam o pajé kaapor à presença do Ijar (a alma do pajé sai de seu corpo em viagem) e possa perceber se foi infringida alguma norma de boa conduta para com a floresta.
Grande parte dos tupiwar estão sob o abrigo de certos donos/mestres  Alguns desses donos/mestres são: Gavião (yapukani), Mãe D'água ou Cobra Grande (yriwar; maju kunhã), Curupira (kurupir ou dono da mata, caboclo), que geram e controlam determinados nichos da floresta, do qual fazem parte os tupiwar.
A musica tem papel essencial para que os agentes não-humanos respondam à convocação feita pelos pajés.

### Criação do mundo
Como relata Darcy Ribeiro, no começo do mundo tudo era claridade, não existia nada, apenas Maíra (ou Mair) e o clarão. Maíra então fez a terra e os rios grandes, e depois mandou um guariba gigantesco plantar as matas. Fez Tapixi para ser seu irmão e mandou para o norte, enquanto Maíra ficou no sul. Quando a mata ficou pronta, Maíra começou a fazer as pessoas através da madeira: fez os Ka’apor de pau-d’arco, aos Karaíwas (os brancos) de sumaúma e aos Awa-Guajá de pau podre (e por isso viviam na mata, não faziam casa e só comiam coco).
Maíra depois passou a fazer as coisas. Perguntava o seu nome e elas diziam ("eu sou a mandioca") e Maíra ensinou aos Ka’apor. No entanto, Maíra só fez os grandes rios e a mata, os igarapés, as caças e os peixes foram feitos pelo filho de Maíra.

### Os gêmeos
Maíra fez a primeira mulher, com quem teve relações.
Um dia, quando já estava grávida, estava a caminho da casa de Maíra (Mair) e o filho na barriga a orientava, indicando o caminho que ela deveria seguir, por meio de penas de araras jogadas no caminho certo. A criança, no entanto, quando dormia no ventre, deixava a mãe sem orientação, que acaba seguindo o caminho errado. Nesse caminhou, ela acabou encontrando Mucura, que a engravidou.
Seguindo ainda pelo caminho errado, a esposa de Maíra chega à casa das onças, onde consegue se esconder com a ajuda de uma velinha para que não fosse devorada.
As onças conseguem fazer com que a velhinha dissesse a verdade e então devoram a mulher. Sem a proteção da mãe, a velhinha persegue as crianças, mas não consegue cozinhá-los porque pulavam da panela. Ela então decide criá-los como filhos.
Os meninos cresceram rápido e decidiram se vingar das onças que mataram sua mãe, criando um rio e também uma ponte de cipó que atravessava de um lado para outro do rio. Quando as onças foram atravessar a ponte, o filho de Mucura a cortou e as onças caíram no rio e foram comidas pelos peixes. Os peixes haviam sido criados pelo filho de Maíra, que cortou pedaços de pau e jogou no rio e se transformaram em peixes.
Após matarem as onças, os irmãos foram até a casa de Maíra para matá-lo, onde o encontram fazendo arcos. Mair reconhecendo que só um deles era seu filho, resolveu que ia matar o filho de Mucura. Ele o tenta matar de diferentes formas, mas o irmão o faz reviver.
Depois da morte definitiva do irmão, o filho de Maíra ficou muito zangado e, parando no rio Maracaçumé, carregou uma pedra grande e a colocou no meio do rio, fazendo um buraco enorme dentro dela para morar. Indo mais adiante, foi subindo o rio Gurupi, fazendo as pedras que estão no meio do rio, ouvindo os tambores dos karaíwa e do pai dele. O filho de Maíra encontrou uma onça no meio do rio, que machucado sua pata na pedra, acabou por nela imprimir seu rastro. Ele, ainda enraivecido pela morte do irmão, tentou matar o animal, mas não conseguiu.
Depois, exige que Maíra vá embora da terra, pois se ele lá continuasse, de três em três anos, o pai continuaria a queimá-la. Na sequência, o filho também decide ir embora da terra, mas o filho fica em um lugar no céu mais abaixo do pai, para impedir que ele queime a terra.

## Ritos

### Festa do Cauim
A Festa do Cauim é a principal manifestação cerimonial do povo Kaapor. Nela acontecem diversos rituais, como a nominação das crianças, a iniciação das moças e dos rapazes, casamentos, posse de novos caciques.
O cauim é uma bebida fermentada, elaborada com suco de caju, que é sujeita a procedimentos rituais, que devem ser rigorosamente observados por parte dos donos da festa.

## Outras informações
São um povo agricultor, dependendo da mandioca-brava, que é consumida principalmente na forma de farinha. Armazenam frutos e caçam cervos-do-pantanal, porcos-do-mato, pacas, cutias, jabutis, jacarés, mutuns, queixadas, bugios, jacus, aracuãs e inhambus.

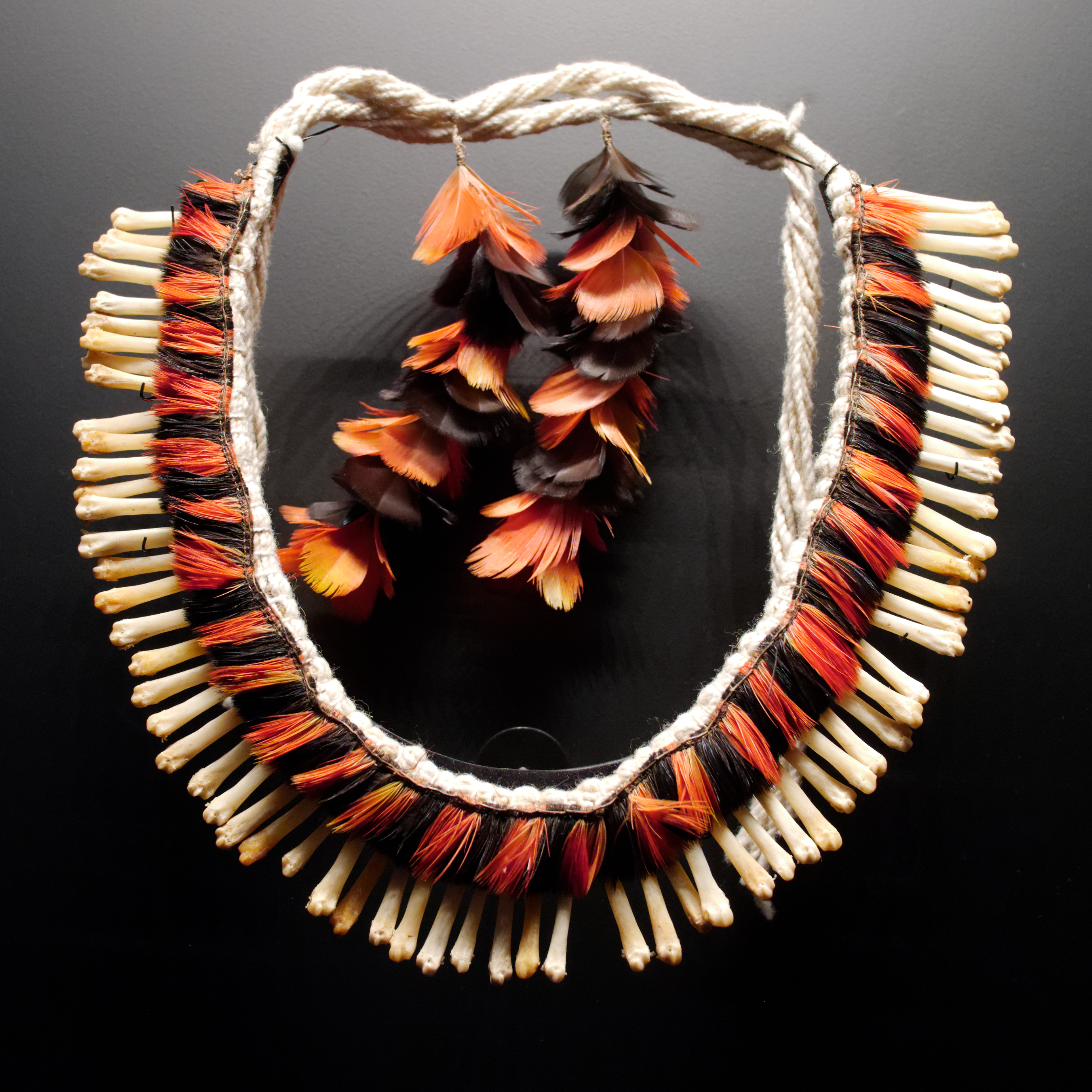
Colar de penas
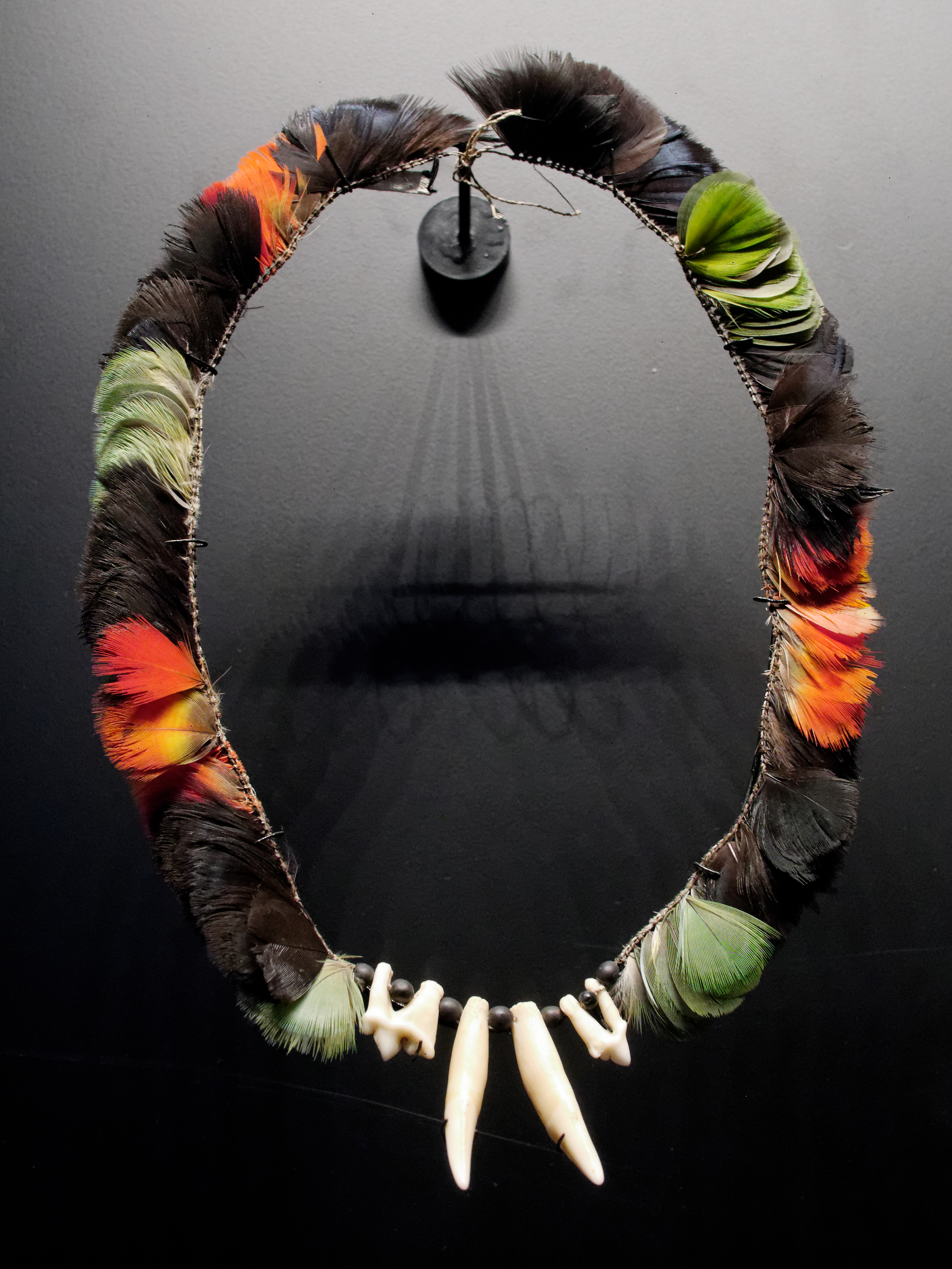
Colar de penas
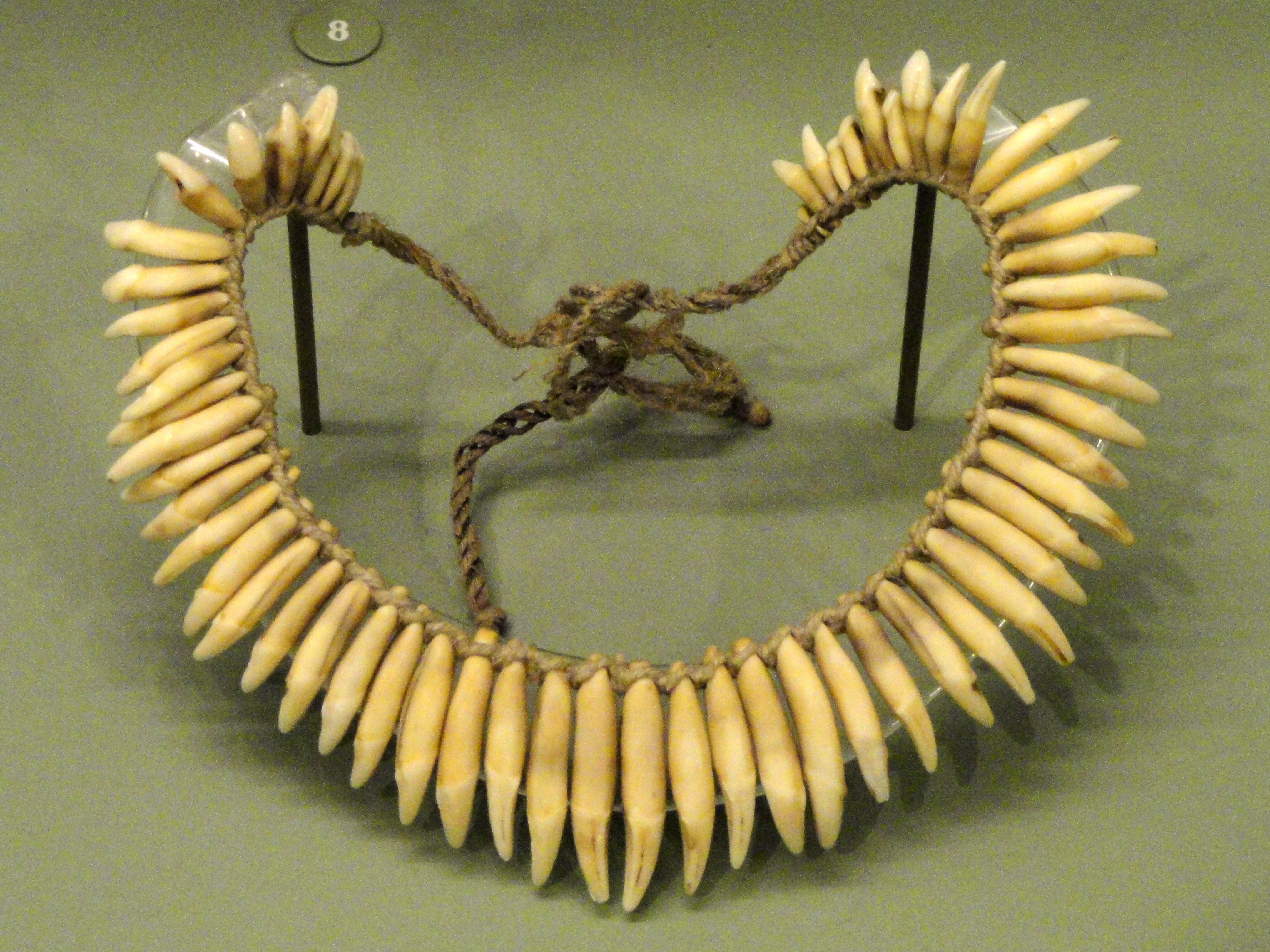
Colar de dentes de jaguatirica